# Colibri de Costa
Calypte costae
Espèce
Statut de conservation UICN

 LC  : Préoccupation mineure
Statut CITES
Le Colibri de Costa (Calypte costae) est une espèce d'oiseau appartenant à la famille des Trochilidae. Le nom vernaculaire de l'espèce commémore Louis Marie Pantaleon Costa (1806-1864).

## Description

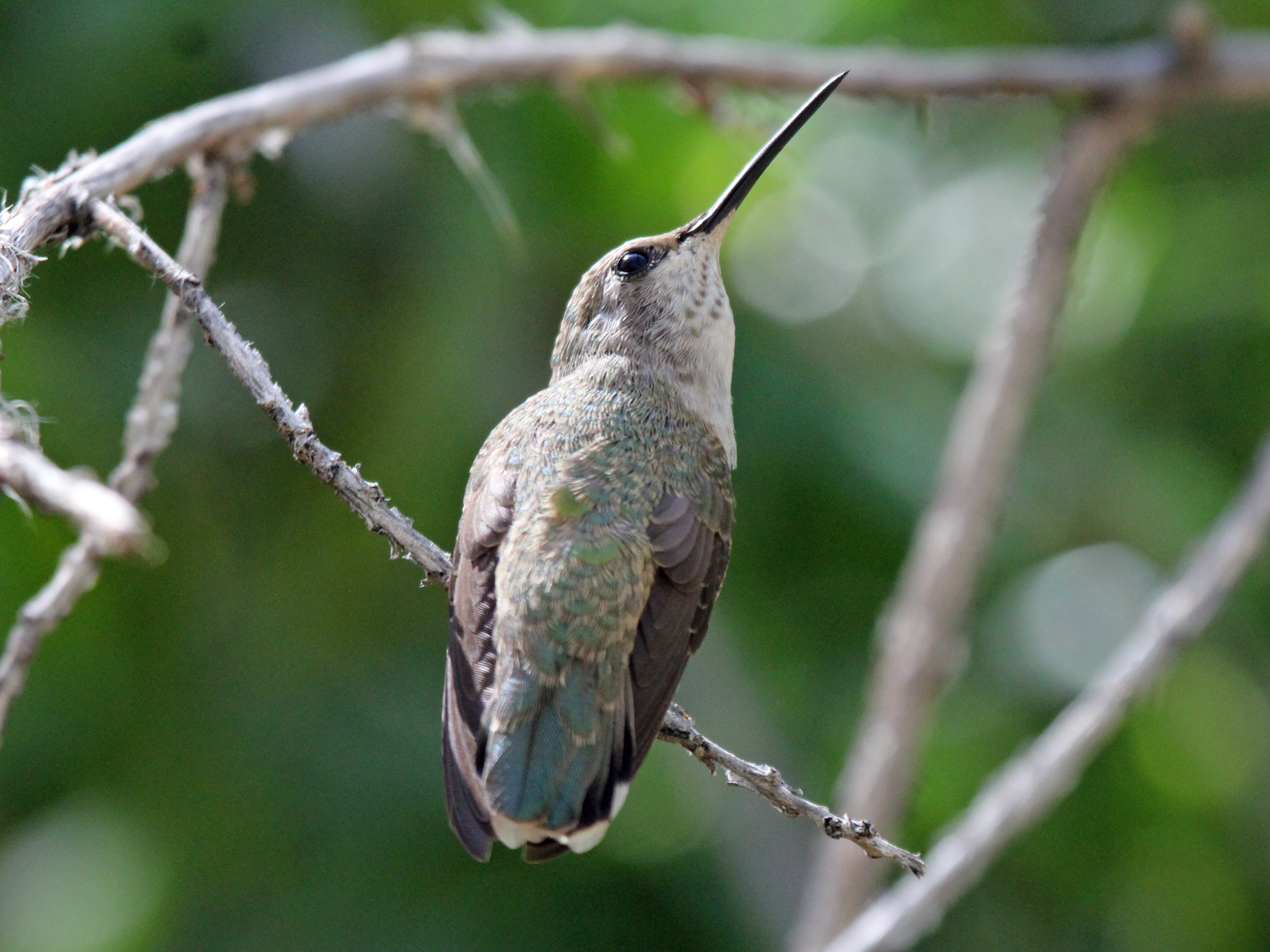
♀

### Hybrides
Cette espèce s'hybride avec le Colibri à queue large (bien que rarement), avec le Colibri à gorge noire et le Colibri d'Anna.

## Répartition

zone de nidification
résident permanent
non nicheur